# Cheung Ka Wai
Cheung Ka Wai (chinesisch 张家玮, Pinyin Zhāng Jiāwěi; * 17. Februar 1999 in Hongkong), häufig auch Ka Wai Cheung geschrieben, ist ein chinesischer Snookerspieler aus der Sonderverwaltungszone Hongkong. Er ist der U18-Weltmeister von 2015. 2024 qualifizierte er sich für die Profitour.

## Karriere

### Jugend und Amateurerfolge
Cheung Ka Wai war als Jugendlicher einer der herausragenden Spieler Hongkongs. 2015 und 2016 gewann er den Junior Sports Stars Award und viermal wurde er bei den vierteljährlichen Outstanding Junior Athlete Awards ausgezeichnet. In Hongkong gewann er regelmäßig Jugend- und später auch Erwachsenenturniere.
2015 trat er bei der ersten U18-Weltmeisterschaft an und gewann auf Anhieb den Titel. Auch in der Altersklasse U21 konnte er sich als 16-Jähriger bereits international behaupten. Bei der U18-Titelverteidigung im Jahr darauf schied er knapp gegen Chris Totten aus, schlug den Schotten aber kurz darauf im U21-Turnier, bevor er im Halbfinale gegen Alexander Ursenbacher verlor. Mittlerweile konnte er in allen Klassen mithalten und bei der U21-Asienmeisterschaft 2019 stand er in seinem zweiten Finale, in dem er aber Zhao Jianbo unterlag.
Im selben Jahr nahm er auch an der Challenge Tour in England teil, einer Art zweiten Liga unterhalb der Profitour mit Aufstiegsmöglichkeit. Zwar erreichte er zweimal das Halbfinale, es waren aber seine einzigen Teilnahmen und zu wenig für eine ausreichende Platzierung in der Gesamtwertung. Im Jahr darauf gewann er das erste Challenge-Tour-Turnier und durch regelmäßige Teilnahmen schaffte er als einziger Nichteuropäer die Qualifikation für die Play-offs. Wegen der Corona-Pandemie und den damit verbundenen Reisebeschränkungen seiner Heimat zog er aber zurück.
2022 vertrat er Hongkong bzw. China bei den World Games und gewann die Goldmedaille, wofür er auch mit dem Hong Kong Sports Stars Award ausgezeichnet wurde. Im Halbfinale hatte er Ali al-Obaidly besiegt. Bei der Amateurweltmeisterschaft 2023 traf er im Finale erneut auf den Mann aus Katar, der diesmal aber Heimvorteil hatte und ihn zu einem deutlichen 6:1-Sieg nutzte.

### Profijahre
Ab 2017 nahm er auch an der Q School teil, eine Veranstaltung am Saisonende zur Qualifikation für die Profitour. Er blieb aber meist erfolglos, erst 2022 kam er einmal ins Halbfinale, verpasste aber den Einzug ins Entscheidungsspiel. Das erreichte er 2023 im Asienturnier, verlor es aber gegen Manasawin Phetmalaikul mit 1:4. An der Q Tour, Nachfolger der Challenge Tour, nahm Cheung erst wieder 2023/24 teil, spielte sie aber nicht zu Ende. Im Februar 2024 war er nämlich bei der WSF Championship der World Snooker Federation erfolgreich. Er besiegte die Ex-Profis Harvey Chandler und Iulian Boiko jeweils mit 4:0 und schlug Gao Yang im Finale mit 5:0. Dadurch war er für zwei Jahre auf der Profitour qualifiziert.
Bereits vor Beginn der Saison 2024/25 wurde er zur Profiweltmeisterschaft eingeladen und setzte bei der knappen 9:10-Niederlage gegen Ross Muir ein Achtungszeichen. Ein Unentschieden gegen Jamie Clarke und ein Sieg über Zack Richardson waren seine ersten Erfolge als Profi in der Championship League 2024, die ihn zu Saisonbeginn kurzzeitig unter die Top 100 der Weltrangliste brachten. Danach kam er bei vielen Turnieren in Runde 2, unter anderem gelang ihm in der Qualifikation für das Wuhan Open ein 5:4-Sieg über den langjährigen Profi Stephen Maguire und bei der UK Championship ein 6:1 über Harvey Chandler. Aber nur beim German Masters in der zweiten Saisonhälfte kam er mit Siegen über Marco Fu und Anthony Hamilton einmal in Runde 3, wo er dem amtierenden Weltmeister Kyren Wilson mit 3:5 unterlag. Danach verlor er die letzten drei Partien der Saison und er musste sich mit Platz 104 als Zwischenbilanz zufriedengeben.

## Erfolge
Amateurturniere:
- U18-Weltmeisterschaft: Titel 2015
- U21-Asienmeisterschaft: Finale 2019
- World Games 2022: Goldmedaille 2022
- IBSF-Weltmeisterschaft: Finale 2023

Qualifikation:
- WSF Championship: 2024